# Mistrzostwa Świata w Judo 1961
3. Mistrzostwa Świata w Judo odbyły się 2 grudnia 1961 w Paryżu (Francja). Rywalizowali na nich tylko mężczyźni.

## Klasyfikacja medalowa
| Miejsce | Państwo          |   |   |   | Razem |
| ------- | ---------------- | - | - | - | ----- |
| 1       | Holandia         | 1 | 0 | 0 | 1     |
| 2       | Japonia          | 0 | 1 | 1 | 2     |
| 3       | Korea Południowa | 0 | 0 | 1 | 1     |

## Medaliści
| Konkurencja: | Złoto:        | Srebro:   | Brąz:                     |
| Open         | Anton Geesink | Koji Sone | Tong Pae Kim Takeshi Koga |